# Sophie Ekoué
Sophie Ekoué, née en septembre 1967 à Niamey, est une journaliste et auteure franco-togolaise. Elle anime pendant près de 20 ans sur RFI des magazines de société notamment l'hebdomadaire Littérature sans frontières.

## Biographie

### Débuts
Sophie Ekoué est née en 1967 à Niamey au Niger dans une famille de six enfants. Son père, administrateur civil togolais est installé à Niamey. Elle grandit à Niamey avec sa famille. En 1978, sa famille quitte le Niger et s'installer au Togo. Elle quitte le Togo en 1985 après l'obtention de son baccalauréat et s'installe en France afin d'y poursuivre ses études. Elle s'inscrit à la Sorbonne où elle fait des études en lettres, puis rejoint le Centre de formation des journalistes de Paris où elle suit pendant deux ans une formation en journalisme. 

### Carrière de Journaliste
Après sa formation, elle travaille quelques années pour le magazine Marie Claire avant de retourner au Togo en 1990. Dès son retour, elle est recrutée par la radio télévision togolaise où elle coprésente le journal de 20h de 1991 à 1993. Menacée à cause de ses positions politiques, elle quitte le Togo en 1993 et devient réfugiée politique en France. Elle est recrutée comme correspondante pour la Radio Africa N°1 à Paris où elle travaille pendant un an avant de rejoindre l'équipe de Radio France Internationale. Elle anime les émissions Regards et La case du cœur. En 1996, elle crée l'émission Cahiers nomades pour parler des cultures africaines, qu'elle anime jusqu'à la suppression de l'émission en 2008. Elle crée ensuite l'émission Littérature sans frontières.

### Écrivain
Sophie Ekoué est auteur de plusieurs ouvrages. Son premier livre parait intitulé Cuisine et Traditions, Recettes d'Afrique en 2003 aux éditions Cauris. En 2016, elle sort le livre Sagesse d'Afrique, un ouvrage sur la spiritualité et les croyance des peuples africains. Sophie Ekoué est également critique de musique classique d'opéra et lyrique. 

## Œuvres
- Cuisine et Traditions, Recettes d'Afrique, Cauris éditions, 2002, illustrations de Julien Autran, 168 p. (ISBN 9782914605052)[9]
- Sagesse d'Afrique, Hachette, Paris, 160p.  (ISBN 978-2-01-396486-9)[10]
- Aux noms de la vie - Histoires de prénoms africains, Afromundi, 2012, 108 p.  (ISBN 9782919215065)
- Les Aventures de la Sagesse - 8 contes initiatiques autour du monde, (avec Aurore Aimelet, Gilles Diederichs et Delphine Chaumont Aïdan), Hatier Jeunesse, 2021, 128p.  (ISBN 9782401079854)
- Le Hakuna Matata en famille, Hatier Parents, Coll. Le Labo du bonheur, 2020, (illustrations de Yao Metsoko)  (ISBN 978-2-401-06260-3)